# Совхозное (Гурьевский городской округ)
Совхозное — посёлок в Калининградской области России. Входил в состав Добринского сельского поселения в Гурьевском районе.

## Население
| 2002 | 2010 |
| ---- | ---- |
| 15   | ↗20  |